# Conus asper
Conus asper é uma espécie de gastrópode do gênero Conus, pertencente à família Conidae.